# Dohrniphora schmitzi
Dohrniphora schmitzi är en tvåvingeart som beskrevs av Kohl 1915. Dohrniphora schmitzi ingår i släktet Dohrniphora och familjen puckelflugor. Inga underarter finns listade i Catalogue of Life.